# Moms Mabley
Moms Mabley (19 de março de 1894 – 23 de maio de 1975) foi uma humorista de nacionalidade estadunidense, pioneira do "Chitlin' circuit", conjunto de locais dedicados ao vaudeville afroamericano.

## Biografia

### Primeiros anos
O seu verdadeiro nome era Loretta Mary Aiken, e nasceu em Brevard, Carolina do Norte. Ainda que sempre afirmava ter nascido em 1894 e que pertencia a uma família de vinte irmãos, o Censo Federal de 1900 mostra uma "Loretter Aiken" em Brevard nascida em março de 1897, e que era a menor dos quatro filhos vivos de James P. e Mary Aiken. O seu pai, James P. Aiken, dirigia vários negócios, e faleceu quando a artista tinha onze anos de idade. A sua mãe Mary Aiken, mantinha a casa e alojava hóspedes, encarregando-se a partir de 1910 da loja geral.
Aos catorze anos de idade, Mabley tinha sido violada em duas ocasiões e tinha dois filhos que teve de dar em adopção.  Mabley deixou a sua terra para ir para Cleveland, Ohio, fazendo parte de um espectáculo itinerante de género minstrel.

### Carreira
Ela adoptou o seu nome teatral, Jackie Mabley, a partir do de um antigo amigo. Mais adiante foi conhecida como "Moms" porque verdadeiramente era uma "Mom (Mãe)" para muitos outros comediantes das décadas de 1950 e 1960. Aos 27 anos de idade declarou-se lésbica, e foi uma das primeiras artistas do circuito de comédias a ser qualificada como triplo-X.
Nas décadas de 1920 e 1930 actuava com uma vestimenta unisexual (como fez no filme The Emperor Jones, com Paul Robeson) e gravou vários dos seus primeiros números de temática lesbiana. Mabley foi uma das principais comediantes ao vivo do momento, gravando finalmente mais de 20 discos com os seus números. Também actuou no cinema, na televisão, e em clubes, e actuou no Festival das Mulheres de Michigan pouco antes de falecer em 1975.
Mabley foi uma das artistas de maior sucesso do Chitlin' circuit, ganhando 10.000 dólares semanais no Teatro Apollo de Harlem no cume da sua carreira. A sua estreia na cidade de Nova York tinha tido lugar no Connie's Inn de Harlem.
Na década de 1960 fez-se conhecida de um público mais amplo, trabalhando no Carnegie Hall em 1962 e actuando em diferentes programas televisivos de grande audiência, destacando dentre eles o show da CBS The Smothers Brothers Comedy Hour.
Mabley foi chamada "A Mulher mais Divertida do Mundo", e utilizava temas demasiado controvertidos para os outros cómicos da época como, por exemplo, o racismo. Também acrescentou canções satíricas ocasionais nas suas chistes, e a sua versão de of "Abraham, Martin and John" atingiu o posto 35 do Billboard Hot 100 em 19 de julho de 1969. Com mais de 75 anos de idade, Moms Mabley converteu-se na pessoa de maior idade em entrar no Top 40 estadounidense.

## Vida pessoal
Mabley teve quatro filhos, além dos dois que deu em adopção sendo adolescente, e cinco netos.
Moms Mabley faleceu em White Plains (Nova Iorque) em 1975 por causa de uma falha cardíaca. Sobreviveram-lhe seus filhos, Bonnie, Christine, Charles, e Yvonne Ailey. Foi enterrada no Cemitério Ferncliff, em Hartsdale, Nova York.

## Actuações

### Teatro
- Bowman's Cotton Blossoms (1919)
- Look Who's Here (1927)
- Miss Bandana (1927)
- Fast and Furious (musical) (1931)
- Blackberries of 1932 (1932)
- The Joy Boat (Década de 1930)
- Sidewalks of Harlem (Década de 1930)
- Red Pastures (Década de 1930)
- Swingin' the Dream (1939)

### Filmografia
- The Emperor Jones (1933)
- Killer Diller (1948)[12]
- Boarding House Blues (1948)
- The Cincinnati Kid (1965)
- It's Your Thing (1970) (documentário)
- Amazing Grace (1974)

### Discografia
- 1965 Men in My Life
- 1965 Now Hear This
- 1966 Moms Mabley at the White House
- 1968 Best of Moms Mabley
- 1969 The Youngest Teenager
- 1969 Her Young Thing
- 1970 Live at Sing Sing
- 1972 I Like 'em Young
- 1994 Live at the Apollo
- 1994 The Funny Sides of Moms Mabley [Jewel]
- 1994 Live at the Ritz
- 2004 Comedy Ain't Pretty

### Televisão
- 1969 The Ed Sullivan Show